# Ісландський кінь

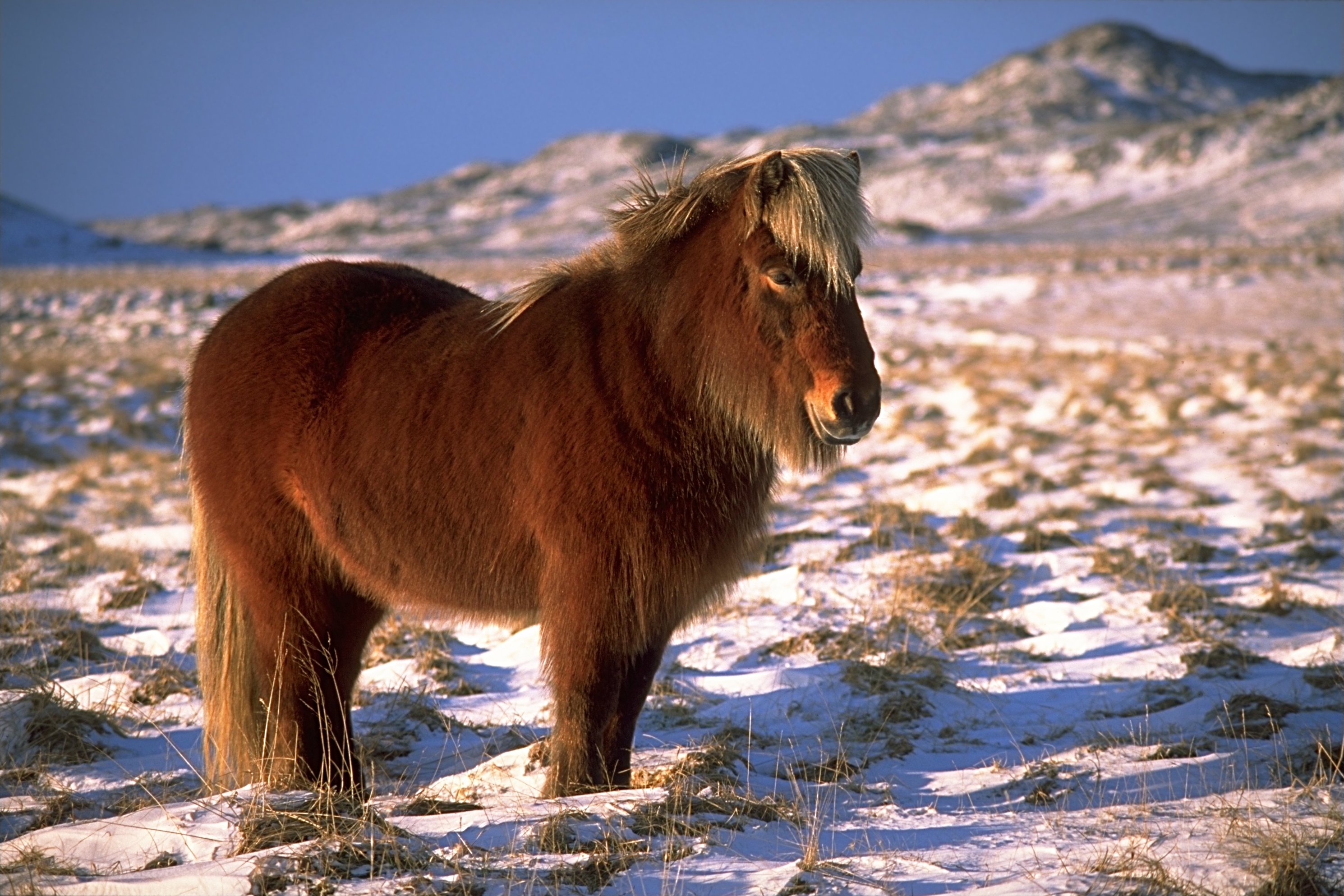
Ісландський кінь

Ісландський кінь (англ. Icelandic horse) — порода коней, що понад 1000 років не змішується з іншими породами коней через острівну ізоляцію Ісландії. Завезені вікінгами.
Середній зріст 130-145 сантиметрів, тому їх відносять до поні. Вага коней цієї породи не перевищує 400 кілограмів, вони відрізняються потужним крупом, короткими і сильними ногами з міцними копитами, невисокою шиєю, важкою головою і маленькими вухами. Хвіст і грива дуже густі, довгі; волосяний покрив по всьому тілу також довгий. 

## Особливості утримання
Згідно із законом, прийнятим 930 р., до Ісландії заборонений ввіз будь-яких інших коней. Будь-який імпорт коней або поні в Ісландію заборонений для попередження епідемій серед коней. Крім того, будь-який ісландський кінь, що покинув країну для виставки або змагань, не може повернутися. Ця заборона поширюється на одяг для верхової їзди, амуніцію, спорядження. Виняток становлять речі, що пройшли повну дезінфекцію.

## Популяція
В даний час, в усьому іншому світі поголів'я ісландських коней налічує близько 100 тисяч, причому більша частина цієї кількості припадає на Німеччину, проте в останні роки розміри поголів'я в США і Канаді почали збільшуватися. Незважаючи на широке розповсюдження породи за межами Ісландії, стандарти для ісландських коней залишаються єдиними в усьому світі, також як і правила розведення. Всі заходи, в яких беруть участь коні цієї породи, регулюються спеціальною міжнародною асоціацією.